# ژولین ده سار
ژولین ده سار (فرانسوی: Julien De Sart‎؛ زادهٔ ۲۳ دسامبر ۱۹۹۴) بازیکن فوتبال اهل بلژیک است.
از باشگاه‌هایی که در آن بازی کرده است می‌توان به باشگاه فوتبال استاندارد لیژ و باشگاه فوتبال میدلزبرو اشاره کرد.
وی همچنین در تیم‌های ملی فوتبال زیر ۱۷ سال بلژیک، زیر ۱۹ سال بلژیک، و زیر ۲۱ سال بلژیک بازی کرده است.